# Tarusates

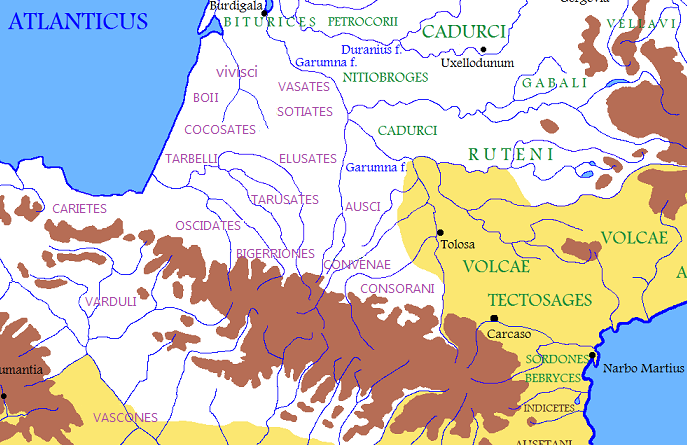
Pueblos aquitanos.

Los tarusates (en latín, Tarusates) eran un pueblo aquitano citado por Julio César y Plinio el Viejo. Se les suele identificar con los Aturenses (una denominación que se impuso a partir del siglo IV). Habitaban en el actual Tursan dentro del departamento francés de las Landas. Su ciudad principal era Atura, actual Aire-sur-l'Adour.
Los tarusates tenían como vecinos a los tarbelos al suroeste, los cocosates en el noroeste, los vasates al norte, los elusates al este, los bigerriones al sureste y los venarnos al sur.
Cuando Julio César menciona a este pueblo en el libro III de la Guerra de las Galias, lo hace en relación con el sometimiento de Aquitania por el legado Publio Licinio Craso: dice que Craso marchó al territorio de los tarusates y los vocates (cap. 23.1); más tarde tiene lugar una batalla y, derrotados los galos, una serie de pueblos aquitanos se sometieron y enviaron a Craso rehenes, mencionando entre ellos a los tarusates (cap. 27.1).